# なんどでも笑おう
「なんどでも笑おう」（なんどでもわらおう）は、アイドルマスターシリーズ15周年記念楽曲。

## 概要
アイドルマスターシリーズ15周年を記念して制作。2019年12月26日に配信されたアイドルマスター年末特別ニコ生番組「ゆくM@SくるM@S2019」にて発表された。作詞はモモキエイジ、作曲はBNSIの佐藤貴文、編曲は同じくBNSIのトリ音による。
歌唱者はシリーズの各ブランド（765プロ、シンデレラガールズ、ミリオンライブ！、SideM、シャイニーカラーズ）を代表するキャラクター3名ずつ、合計15名によるものとなっている。ユニット名義は「THE IDOLM@STER FIVE STARS!!!!!」。シリーズ初の男女混成楽曲である。
2020年9月30日には同作を収録したシングルCDが発売。販売形態は各ブランドごと合計5種類が同時発売され、CDには15名全員によるバージョン・各ブランドに所属する3名ずつによるバージョン・ソロリミックス各3種が収録される。765PRO ALLSTARS盤・シンデレラガールズ盤は日本コロムビアから、ミリオンライブ！盤・SideM盤・シャイニーカラーズ盤はランティスから発売される。

## 収録曲

### 765PRO ALLSTARS盤
1. なんどでも笑おう
歌：THE IDOLM@STER FIVE STARS!!!!!
作詞：モモキエイジ、作曲：BNSI（佐藤貴文）、編曲：BNSI（トリ音）
2. なんどでも笑おう オリジナル・カラオケ
3. なんどでも笑おう -765PRO ALLSTARS バージョン-
歌：765PRO ALLSTARS（天海春香、如月千早、星井美希）
4. なんどでも笑おう 天海春香ソロ・リミックス
歌：天海春香
5. なんどでも笑おう 如月千早ソロ・リミックス
歌：如月千早
6. なんどでも笑おう 星井美希ソロ・リミックス
歌：星井美希

### シンデレラガールズ盤
1. なんどでも笑おう
歌：THE IDOLM@STER FIVE STARS!!!!!
2. なんどでも笑おう オリジナル・カラオケ
3. なんどでも笑おう -シンデレラガールズ バージョン-
歌：CINDERELLA GIRLS（島村卯月、渋谷凛、本田未央）
4. なんどでも笑おう 島村卯月ソロ・リミックス
歌：島村卯月
5. なんどでも笑おう 渋谷凛ソロ・リミックス
歌：渋谷凛
6. なんどでも笑おう 本田未央ソロ・リミックス
歌：本田未央

### ミリオンライブ！盤
1. なんどでも笑おう
歌：THE IDOLM@STER FIVE STARS!!!!!
2. なんどでも笑おう オリジナル・カラオケ
3. なんどでも笑おう ミリオンライブ！バージョン
歌：MILLIONSTARS（春日未来、最上静香、伊吹翼）
4. なんどでも笑おう 春日未来ソロバージョン
歌：春日未来
5. なんどでも笑おう 最上静香ソロバージョン
歌：最上静香
6. なんどでも笑おう 伊吹翼ソロバージョン
歌：伊吹翼

### SideM盤
1. なんどでも笑おう
歌：THE IDOLM@STER FIVE STARS!!!!!
2. なんどでも笑おう オリジナル・カラオケ
3. なんどでも笑おう SideM ver.
歌：315 STARS（天道輝、桜庭薫、柏木翼）
4. なんどでも笑おう 天道輝 ソロver.
歌：天道輝
5. なんどでも笑おう 桜庭薫 ソロver.
歌：桜庭薫
6. なんどでも笑おう 柏木翼 ソロver.
歌：柏木翼

### シャイニーカラーズ盤
1. なんどでも笑おう
歌：THE IDOLM@STER FIVE STARS!!!!!
2. なんどでも笑おう オリジナル・カラオケ
3. なんどでも笑おう シャイニーカラーズVer.
歌：シャイニーカラーズ（櫻木真乃、風野灯織、八宮めぐる）
4. なんどでも笑おう 櫻木真乃Ver.
歌：櫻木真乃
5. なんどでも笑おう 風野灯織Ver.
歌：風野灯織
6. なんどでも笑おう 八宮めぐるVer.
歌：八宮めぐる

### ユニットメンバー
1. 1 2 3  天海春香（中村繪里子）、如月千早（今井麻美）、星井美希（長谷川明子）、島村卯月（大橋彩香）、渋谷凛（福原綾香）、本田未央（原紗友里）、春日未来（山崎はるか）、最上静香（田所あずさ）、伊吹翼（Machico）、天道輝（仲村宗悟）、桜庭薫（内田雄馬）、柏木翼（八代拓）、櫻木真乃（関根瞳）、風野灯織（近藤玲奈）、八宮めぐる（峯田茉優）